# Všichni královi muži (film, 2006)
Všichni královi muži (v anglickém originále All the King’s Men) je americký dramatický film z roku 2006. Režisérem filmu je Steven Zaillian. Hlavní role ve filmu ztvárnili Sean Penn, Jude Law, Kate Winslet, Anthony Hopkins a James Gandolfini.

## Obsazení
| Sean Penn         | Willie Stark |
| Jude Law          | Jack Burden  |
| Kate Winslet      | Anne Stanton |
| Anthony Hopkins   | Judge Irwin  |
| James Gandolfini  | Tiny Duffy   |
| Patricia Clarkson | Sadie Burke  |
| Mark Ruffalo      | Adam Stanton |
| Kathy Baker       | paní Burden  |